# سرزمین آندره (سوالبار)

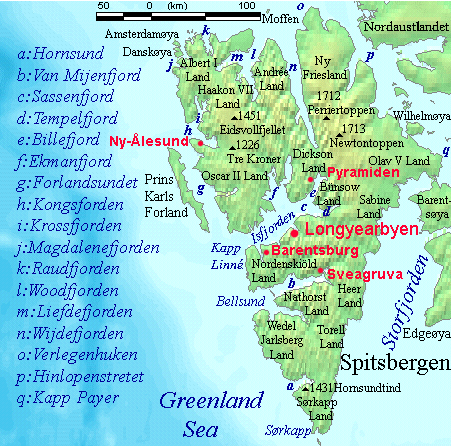
سرزمین آندره، شبه‌جزیره‌ای است که در شمال اسپیتس‌برگن و میانیان ویژدفیوردن و وودفیوردن واقع شده است.

سرزمین آندره (انگلیسی: Andrée Land) سرزمینی میان ویژدفیوردن و وودفیوردن در اسپیتس‌برگن سوالبار واقع در شمالگان نروژ است. این سرزمین به نام سالومون آگوست آندره مهندس و مکتشف قطب سوئدی نام‌گذاری شده است.